# Hexarthrius parryi deyrollei
Hexarthrius parryi deyrollei es una subespecie de coleóptero de la familia Lucanidae.

## Distribución geográfica
Habita en los territorios que antes se llamaban Siam.